# كعك القمر

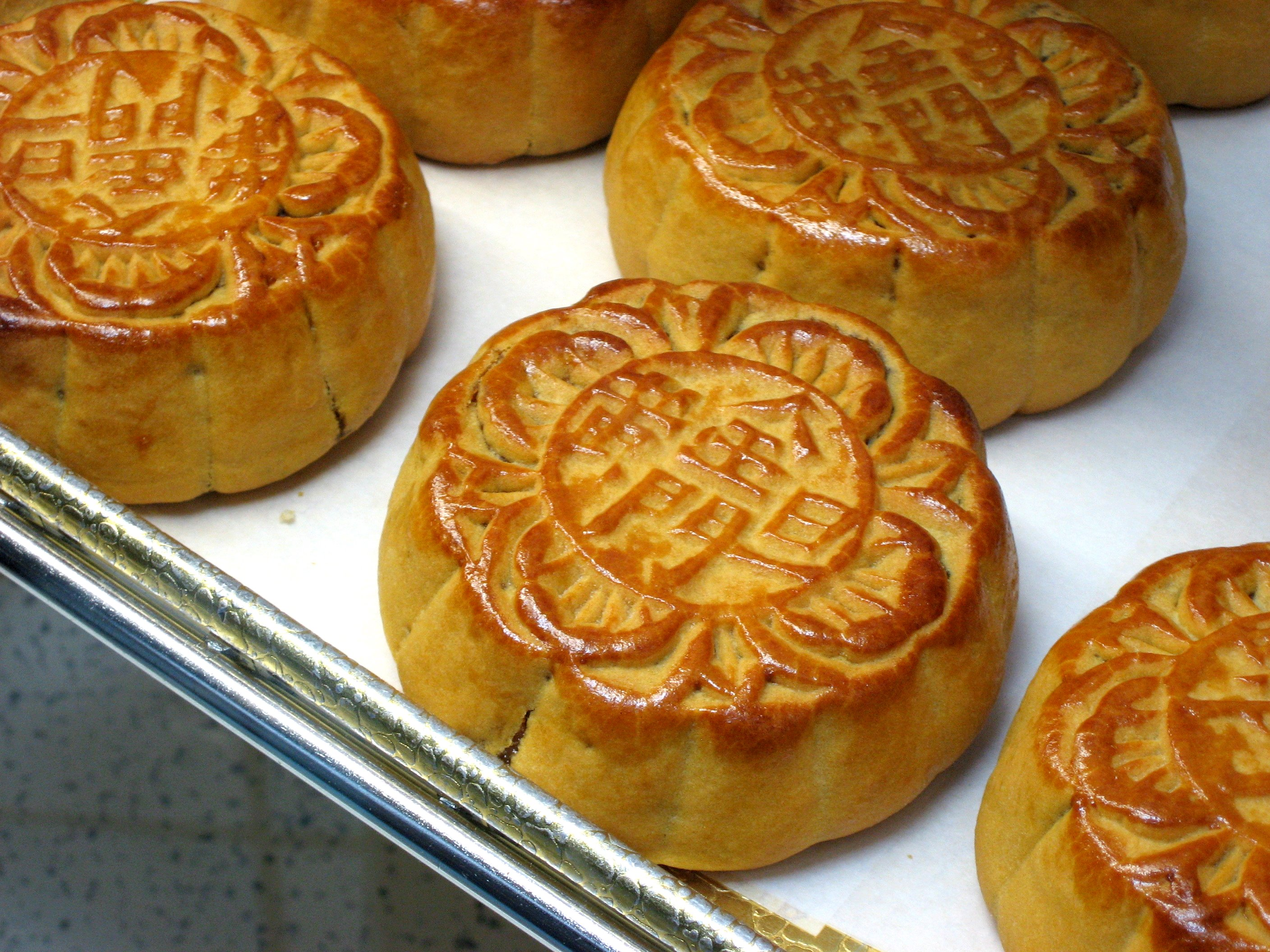
قطعة من كعك القمر.

كعك القمر (بالصينية: 月餅) هي نوع من الحلويات الصينية التي تؤكل عادة خلال مهرجان منتصف الخريف. وهو المهرجان المخصص لعبادة القمر ومراقبة القمر ويعتبر كعك القمر طعاما شهيا لا غنى عنه في هذه المناسبة. يقدم كعك القمر بين الأصدقاء أو في التجمعات العائلية في وقت الاحتفال بهذا المهرجان، وهو واحد من أهم المهرجانات الصينية.
تكون كعكة القمر النموذجية مستديرة أو مستطيلة الشكل، بقياس القطر 10 سم وسماكة 4-5 سم. تكون الحشوة السميكة التي غالبا ما تصنع من عجينة بذور اللوتس محاطة بطبقة رقيقة نسبيا (2-3 ملم) من قشرة، وقد تحتوي على صفار البيض من بيض البط المملح. كعك القمر ثقيلة وكثيفة مقارنة مع معظم حلويات ومعجنات الدول الغربية. وعادة ما تؤكل في أسافين صغيرة بالمرافقة مع الشاي الصيني.
كعكة القمر هي إحدى منتجات المخبوزات الصينية التي يتم تناولها تقليديًا خلال مهرجان منتصف الخريف (بالصينية: 中秋節). المهرجان يدور حول تقدير القمر ومشاهدة القمر، ويعتبر كعك القمر من الأطعمة الشهية. يتم تقديم كعك القمر بين الأصدقاء أو في التجمعات العائلية أثناء الاحتفال بالعيد. يعتبر مهرجان منتصف الخريف على نطاق واسع أحد أهم أربعة مهرجانات صينية.
هناك العديد من أنواع كعك القمر التي يتم استهلاكها داخل الصين وخارجها في مجتمعات الصينيين في الخارج. تعتبر كعكة القمر الكانتونية من أشهر الأنواع. كعكة القمر الكانتونية النموذجية عبارة عن معجنات دائرية، يبلغ قياسها حوالي 10 سـم (3.9 بوصة) في القطر و3–4 سـم (1.2–1.6 بوصة) سميك. تتكون كعكة القمر الكانتونية من حشوة سميكة غنية عادة من عجينة الفاصوليا الحمراء أو عجينة بذور اللوتس محاطة بقشرة رقيقة، 2-3 ملم (حوالي 1/8 من البوصة) قشرة وقد تحتوي على صفار من بيض البط المملح.
تؤكل كعك القمر عادة في أسافين صغيرة مصحوبة بالشاي. اليوم، من المعتاد أن يقوم رجال الأعمال والعائلات بتقديمها لعملائهم أو أقاربهم كهدايا،  مما يساعد على زيادة الطلب على كعكات القمر الراقية.
تمامًا كما يتم الاحتفال بمهرجان منتصف الخريف في مناطق آسيوية مختلفة نظرًا لوجود المجتمعات الصينية في جميع أنحاء المنطقة،  يتم الاستمتاع بكعك القمر في أجزاء أخرى من آسيا أيضًا. ظهرت كعك القمر أيضًا في الدول الغربية كشكل من أشكال الأطعمة الشهية.

## وصف عام
تتكون معظم كعكات القمر من قشرة سميكة ورقيقة من المعجنات تغلف حشوًا كثيفًا حلوًا، وقد تحتوي على صفار بيض كامل مملح واحد أو أكثر في المنتصف يرمز إلى اكتمال القمر. نادرًا ما يتم تقديم كعك القمر على البخار أو المقلية.
كعكات القمر التقليدية لها بصمة في الأعلى تتكون من الأحرف الصينية لـ «طول العمر» أو «التناغم»، بالإضافة إلى اسم المخبز والحشو بالداخل. قد تحيط بصمات القمر أو السيدة تشانغ على القمر أو الزهور أو الكروم أو الأرنب (رمز القمر) الشخصيات من أجل زخرفة إضافية.

## تاريخ

### مهرجان منتصف الخريف
المهرجان مرتبط بشكل معقد بأساطير تشانغ إي، إلهة القمر الأسطورية للخلود. وفقًا لـ Liji ، وهو كتاب صيني قديم يسجل العادات والاحتفالات، يجب على الإمبراطور الصيني تقديم التضحيات للشمس في الربيع والقمر في الخريف. اليوم الخامس عشر من الشهر القمري الثامن هو اليوم الذي يسمى «منتصف الخريف». ليلة الخامس عشر من الشهر القمري الثامن تسمى أيضًا «ليلة القمر».
نظرًا لدورها المركزي في مهرجان منتصف الخريف، ظلت كعك القمر تحظى بشعبية حتى في السنوات الأخيرة. بالنسبة للكثيرين، فإنهم يشكلون جزءًا أساسيًا من تجربة مهرجان منتصف الخريف بحيث يُعرف الآن باسم «مهرجان كعك القمر».

### ثورة مينغ
هناك حكاية شعبية عن الإطاحة بالحكم المغولي سهلت من خلال الرسائل المهربة في كعك القمر.
استخدم ثوار مينغ كعك القمر في جهودهم للإطاحة بالحكام المنغوليين للصين في نهاية عهد أسرة يوان. يقال إن الفكرة قد ابتكرها تشو يانشانغ ومستشاره ليو بوين، الذي نشر إشاعة عن انتشار وباء مميت وأن الطريقة الوحيدة لمنعه هي تناول كعكات القمر الخاصة، والتي من شأنها أن تنعش على الفور وتعطي صلاحيات خاصة لـ المستخدم. دفع هذا إلى التوزيع السريع لكعك القمر. احتوت كعك القمر على رسالة سرية: في اليوم الخامس عشر من الشهر القمري الثامن، اقتل الحكام.
طريقة أخرى لإخفاء رسالة كانت طباعتها على أسطح كعك القمر (التي تأتي في عبوات من أربعة)، كلغز بسيط أو فسيفساء. لقراءة الرسالة، تم تقطيع كل من كعكات القمر الأربعة إلى أربعة أجزاء. تم تجميع القطع الستة عشر الناتجة معًا للكشف عن الرسالة. ثم تم أكل قطع كعك القمر لتدمير الرسالة.

## الأنماط التقليدية

### حشوات

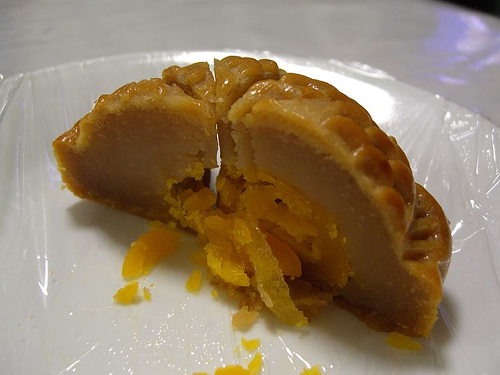
قطع كعك القمر يظهر حشوًا معجون بذور اللوتس حول صفار البيض (المفتت) "القمر"

يمكن العثور على العديد من أنواع الحشوات في كعك القمر التقليدي:
- معجون بذور اللوتس (蓮蓉 ، lían róng): يعتبره البعض الحشو الأصلي والأكثر فخامة لكعكة القمر، حشو معجون اللوتس موجود في جميع أنواع كعك القمر.[بحاجة لمصدر] تتطلب عجينة اللوتس البيضاء علاوة أعلى. نظرًا لارتفاع سعر معجون اللوتس، يُستخدم معجون الفاصوليا البيضاء أحيانًا كحشو.
- عجينة الفاصوليا الحلوة (豆沙، dòu shā): عدد من المعاجين عبارة عن حشوات شائعة توجد في الحلويات الصينية. على الرغم من أن معجون الفاصوليا الحمراء، المصنوع من حبوب أزوكي، هو الأكثر شيوعًا في جميع أنحاء العالم، إلا أن هناك تفضيلات محلية وأصلية لعجينة الفاصوليا المصنوعة من حبوب المونج، وكذلك الفاصوليا السوداء.
- معجون العناب (棗泥، zǎo ní): عجينة حلوة مصنوعة من الثمار الناضجة لنبتة العناب (التمر). لون المعجون أحمر غامق، قليل من الفواكه / مدخن في النكهة، وحامض قليلاً في الذوق. اعتمادًا على جودة المعجون، قد يتم الخلط بين عجينة العناب وعجينة الفاصوليا الحمراء، والتي تستخدم أحيانًا كحشو.
- خمس حبات (五 仁 ، wǔ rén) أو مكسرات مشكلة: حشوة تتكون من 5 أنواع من المكسرات والبذور، مفرومة بشكل خشن، وتحمل مع شراب المالتوز. تختلف الوصفات من منطقة إلى أخرى، لكن المكسرات والبذور شائعة الاستخدام تشمل: الجوز أو بذور اليقطين أو بذور البطيخ أو الفول السوداني أو بذور السمسم أو اللوز. يحتوي خليط الحشوة أيضًا على شمام شتوي مسكر أو لحم خنزير جينهوا أو قطع من السكر الصخري كنكهات إضافية.

### القشور

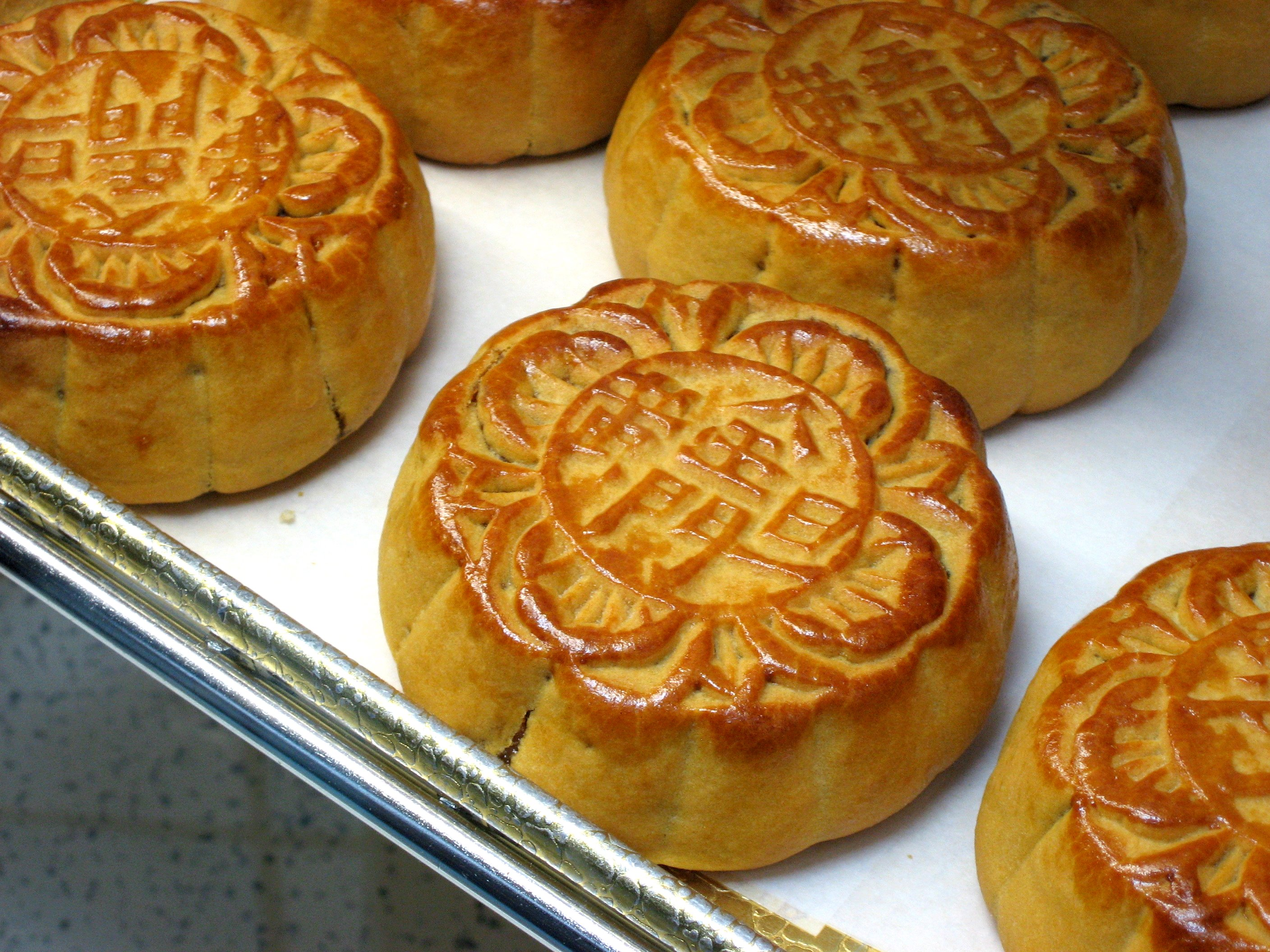
كعك القمر مع الأحرف الصينية 金門 旦 黃 (جينمن دانهوانغ) ، وهذا يعني أن كعكة القمر تحتوي على صفار بيضة واحدة وهي مصنوعة من مخبز يسمى "البوابة الذهبية". كعك القمر عادة ما يتم ضغط اسم المخبز عليها.

تختلف كعكات القمر التقليدية بشكل كبير حسب المنطقة التي يتم إنتاجها فيها. تنتجها معظم المناطق بأنواع عديدة من الحشوات، ولكن بنوع واحد فقط من القشور. على الرغم من أن كعك القمر النباتي قد يستخدم الزيت النباتي، إلا أن العديد من كعك القمر يستخدم شحم الخنزير في وصفاتهم. تستخدم ثلاثة أنواع من قشرة كعك القمر في المطبخ الصيني:[بحاجة لمصدر]
- مطاطي : هذه القشرة لها لون بني محمر وبريق لامع. إنه النوع الأكثر شيوعًا من القشور المستخدمة في كعك القمر على الطريقة الكانتونية. وهو أيضًا أكثر أنواع كعك القمر شيوعًا في أمريكا الشمالية والعديد من الدول الغربية. تُصنع قشور كعك القمر باستخدام مزيج من شراب السكر السميك وماء الغسول (碱水 وكربونات الصوديوم (碱 [Na 2 CO 3 ]) والدقيق والزيت، مما يمنح هذه القشرة طعمًا غنيًا وقوامًا مطاطيًا وطريًا. يمكن زيادة المضغ عن طريق إضافة شراب المالتوز إلى الخليط.
  - تُخبز العجينة أيضًا على شكل أسماك أو خنزير صغير ويُباع في المخبوزات كوجبة خفيفة للمضغ. غالبًا ما تأتي معبأة بشكل فردي في سلال بلاستيكية صغيرة، لترمز إلى الأسماك التي يتم اصطيادها أو عرض الخنازير للبيع.
- قشاري : قشور قشور هي أكثر دلالة على سوتشو - وكعك القمر على غرار تايوان. تُصنع العجينة عن طريق لف طبقات متناوبة من العجين الزيتي والدقيق الذي تم قليه بالزيت. هذه القشرة لها قوام مشابه للعجينة المنتفخة.
- العطاء : كعك القمر من بعض مقاطعات الصين[أي منها؟] غالبًا ما تكون طرية وليست متقشرة أو مطاطية. يشبه نسيج هذا النوع من قشرة كعك القمر المعجنات القصيرة المستخدمة في قشور الفطيرة الغربية أو قذائف التورتة. تتكون القشور الرقيقة بشكل أساسي من مزيج متجانس من السكر والزيت والدقيق والماء. يشيع استخدام هذا النوع من القشرة أيضًا في أنواع أخرى من المعجنات الصينية، مثل تورتة البيض.
- متفتتة : تُصنع كعك القمر على طراز يونان باستخدام عجينة قشرة الماء الساخن التي تجمع بين أنواع مختلفة من الدقيق مع الزيت والملح والماء الساخن لتشكيل فطيرة كثيفة ومتفتتة غير شائعة في أي مكان آخر.

### الاختلافات الإقليمية في الصين

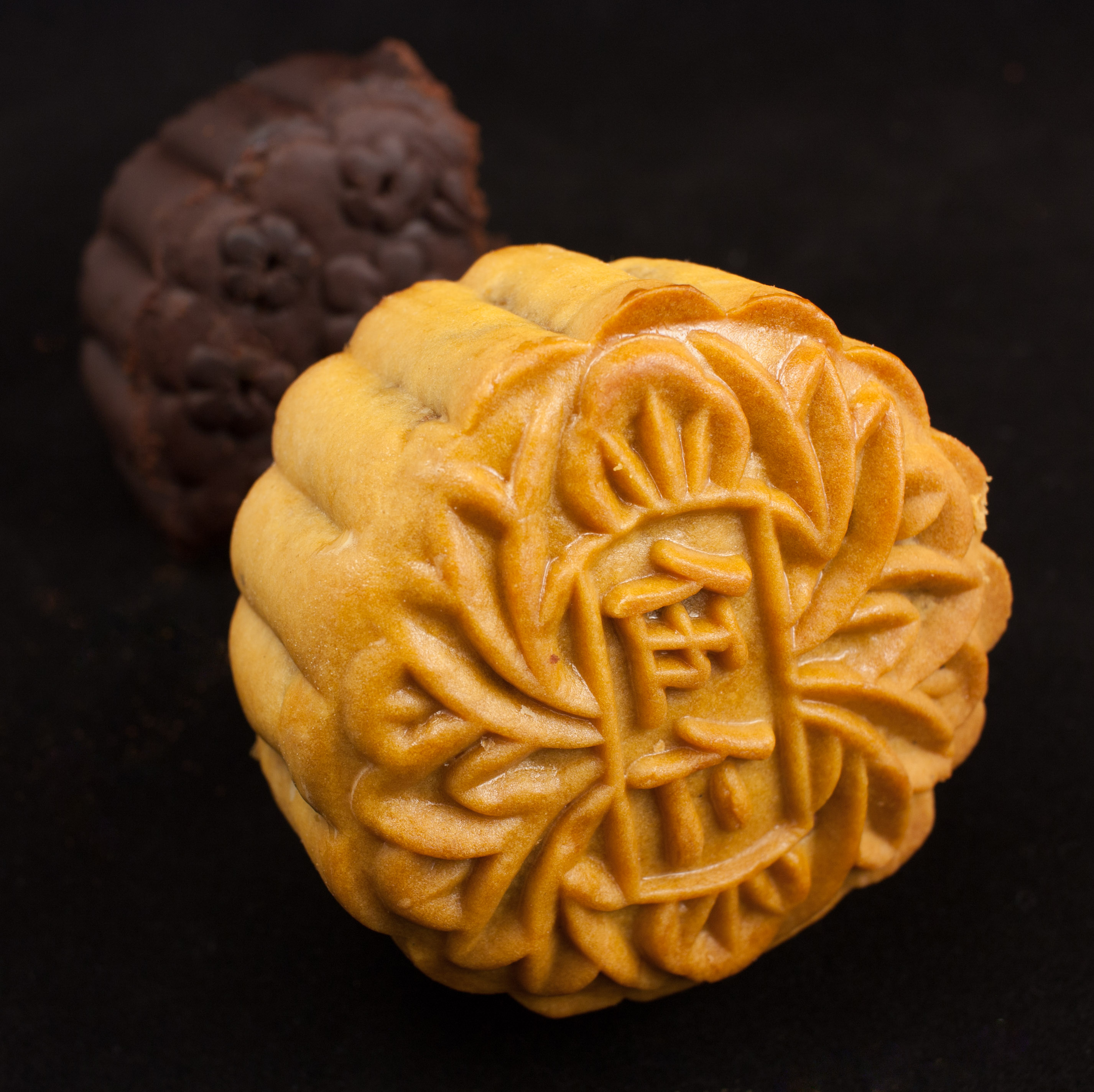
كعك القمر من ماليزيا

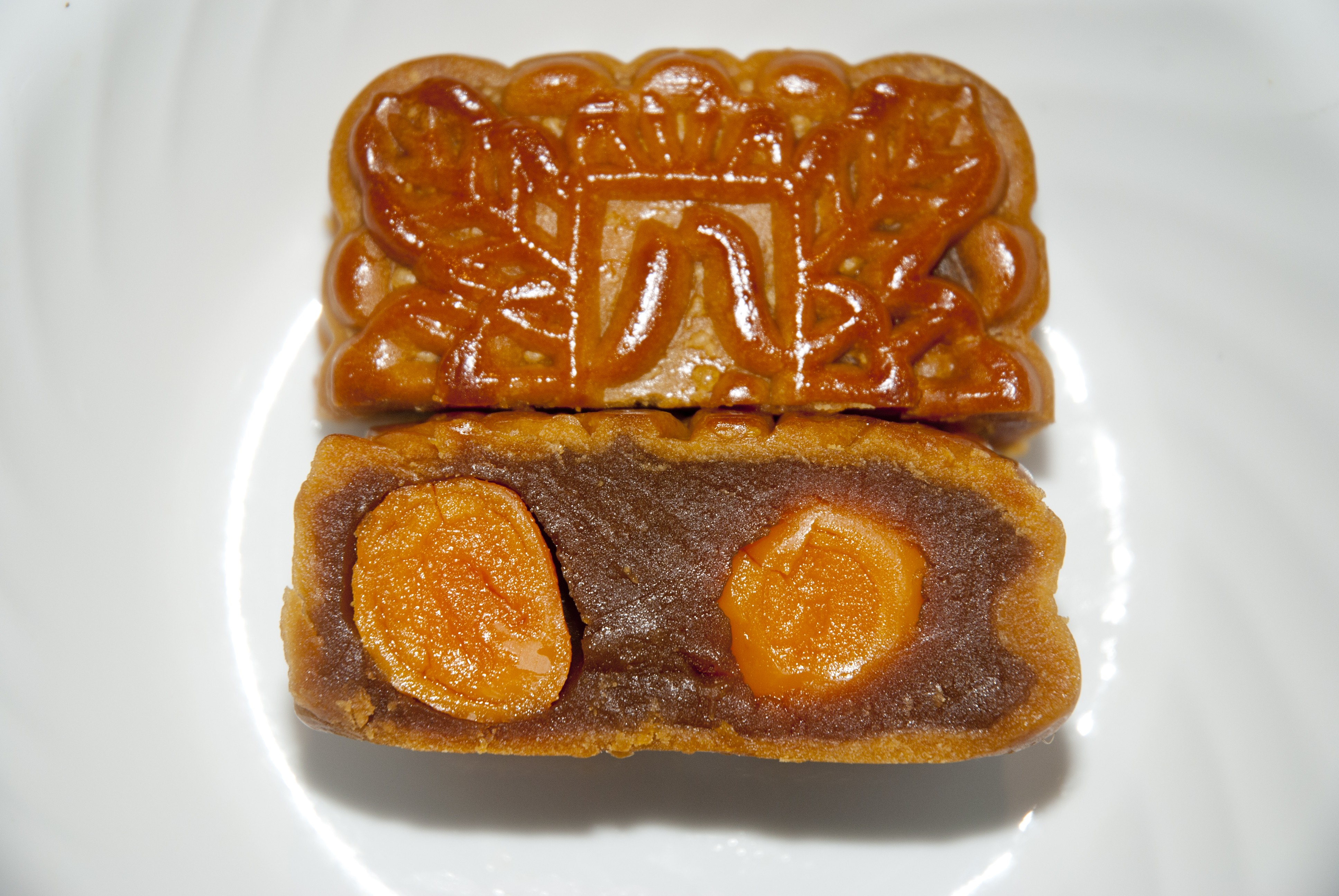
كعك القمر على الطريقة الكانتونية مع صفار مزدوج ومعجون بذور اللوتس (بما في ذلك صفار بيض البط المملح ومعجون بذور اللوتس كحشوات، وعجينة دقيق القمح هذه على السطح)

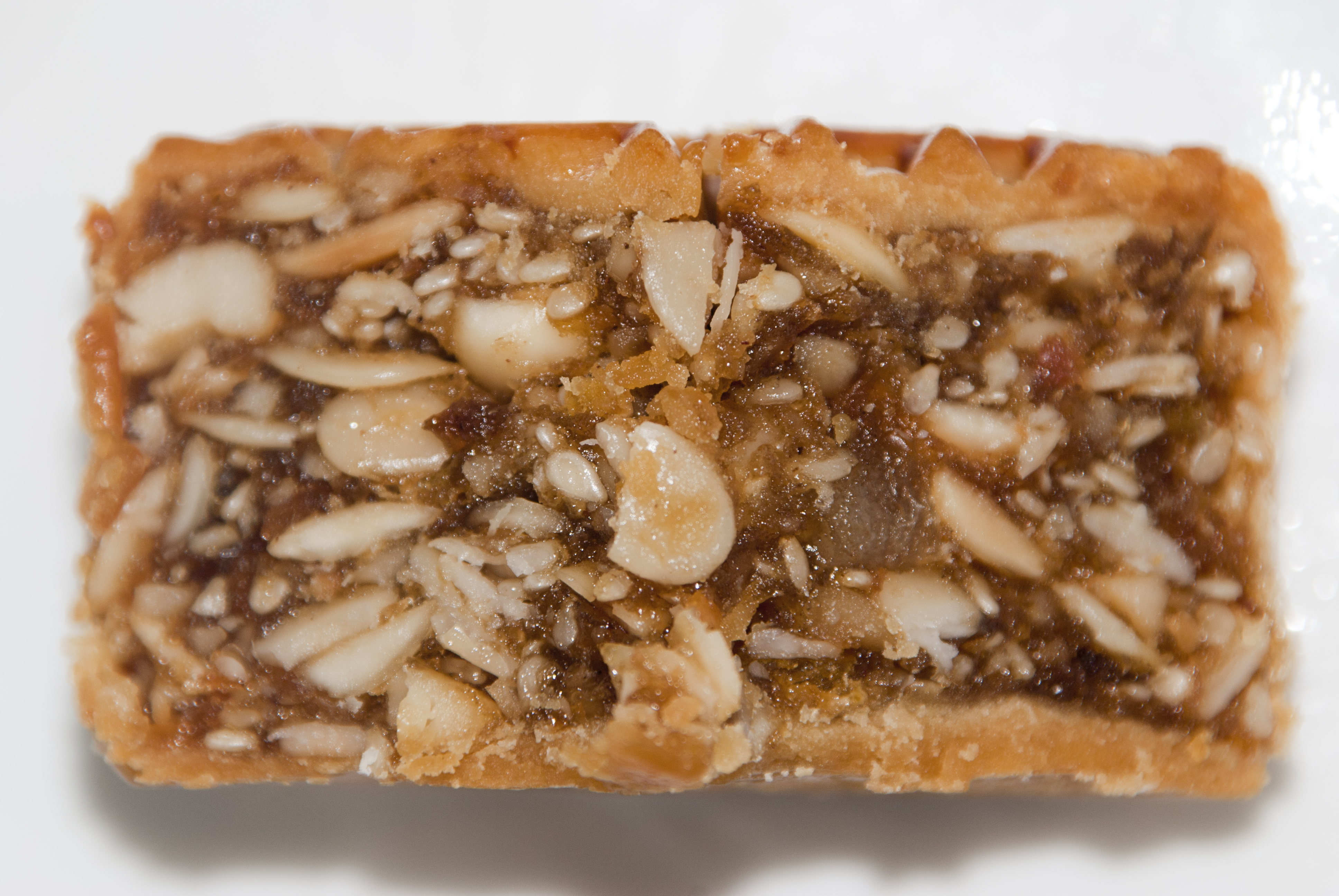
كعكة القمر على الطريقة الكانتونية مع خمس حبات / حبات (بما في ذلك الكاجو المهروس وبذور السمسم المهروسة واللوز المهروس والجوز المهروس)

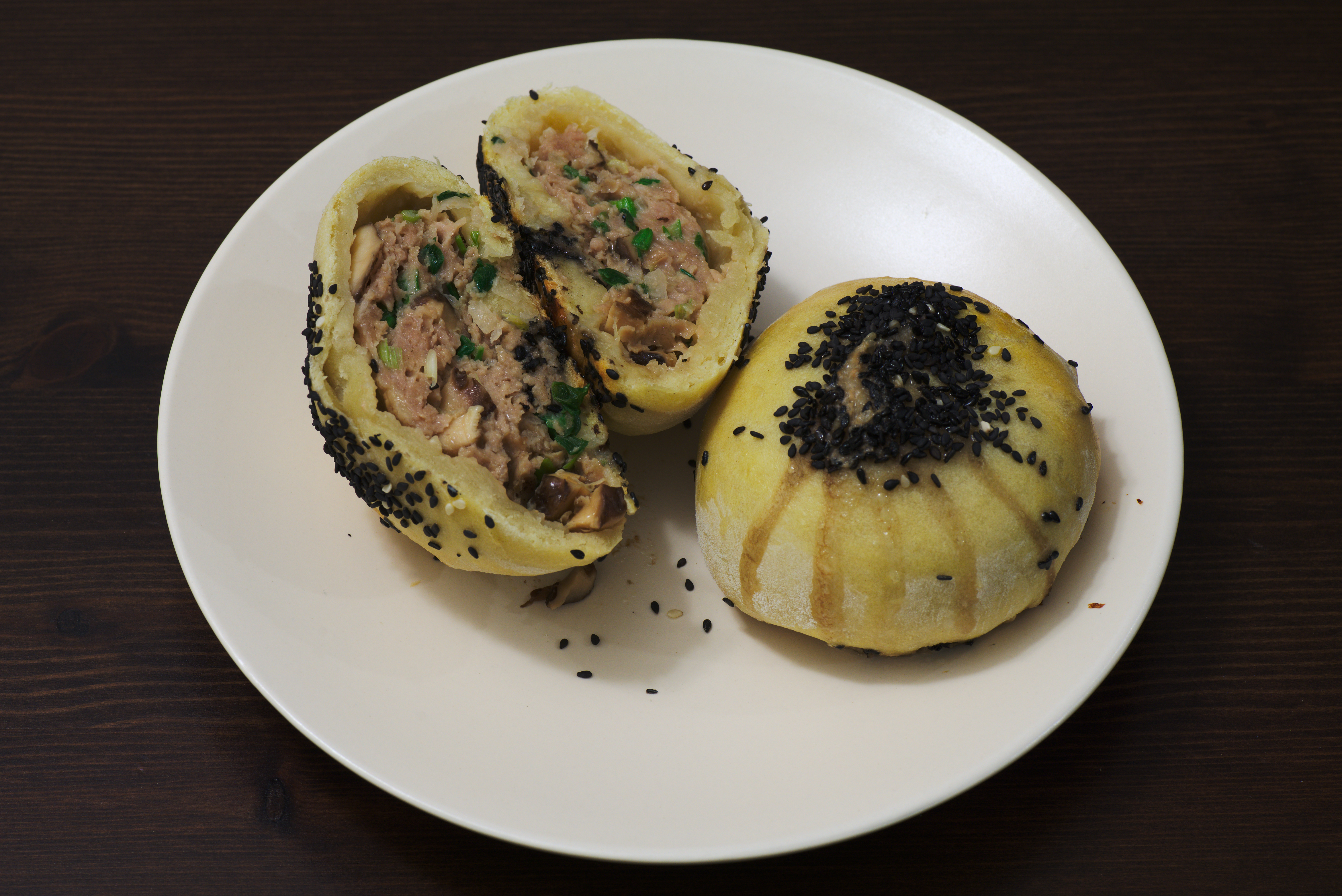
كعك سوتشو على طريقة سوتشو مع حشوة لحم الخنزير المفروم

هناك العديد من المتغيرات الإقليمية لكعكة القمر. تشمل أنواع كعك القمر التقليدي ما يلي:[بحث أصيل] 
- كعكة القمر على طراز بكين : هذا النمط له نوعان مختلفان. واحد، يسمى دي تشيانغ ، تأثر بكعكة القمر على غرار سوتشو. تحتوي على عجينة رغوية خفيفة على عكس القشرة. أما النوع الآخر المسمى «فان ماو»، فيحتوي على عجينة بيضاء متقشرة. الحشوتان الأكثر شعبية هما الزعرور الجبلي ونكهات زهر الوستارية.
- الكانتونية على غرار كعك: منشؤها من قوانغدونغ وقوانغشي المحافظات، وكعك القمر الكانتونية ديها اختلافات متعددة. تتنوع المكونات المستخدمة في الحشوات: معجون بذور اللوتس، ومعجون بذور البطيخ، والمكسرات، ولحم الخنزير، والدجاج، والبط، ولحم الخنزير المشوي، والفطر، وصفار البيض، إلخ. تحتوي الإصدارات الأكثر تفصيلاً على أربعة صفار بيض، تمثل المراحل الأربع للقمر. الأشكال المعاصرة الحديثة (وإن كانت غير تقليدية) التي تباع في هونغ كونغ مصنوعة حتى من الشوكولاتة أو الآيس كريم أو الجيلي.[12]
- كعك القمر على طراز شنغهاي : يتكون هذا النمط من معجنات قصيرة القوام غنية بقشرة متفتتة ومليئة بالزبدة مثل عجينة الفطيرة. تشبه الحشوات الأكثر شيوعًا كعك القمر الحلو على الطريقة الكانتونية مثل معجون الفاصوليا الحمراء المحلاة ومعجون بذور اللوتس ومعجون القلقاس مع صفار البيض في منتصف الحشوة.
- هونغ كونغ على غرار كعك: هونج كونج اكتسبت أسلوبها الخاص من كعك القمر. بينما يأكل سكان هونغ كونغ عادة كعكات القمر على الطريقة الكانتونية، ظهرت الاختراعات المحلية مثل كعك القمر المصنوع من جلد الثلج على مدى العقود القليلة الماضية.
- كعك القمر على طراز مطبخ تيوشيو : هذا نوع آخر من القشور القشرية، ولكنه أكبر في الحجم من صنف سوتشو. إنه قريب في القطر من الطراز الكانتوني، لكنه أرق. يتم استخدام مجموعة متنوعة من الحشوات، ولكن يتم التأكيد على رائحة شحم الخنزير بعد التحميص.
- كعكة القمر على طراز نينغبو : هذا النمط مستوحى أيضًا من أسلوب سوتشو. إنه منتشر في مقاطعة جيجيانغ، وله غطاء مضغوط. تكون الحشوات إما أعشاب بحرية أو لحم خنزير؛ كما أنه معروف بنكهته الحارة والمالحة.
- كعك القمر على طراز سوجو : بدأ هذا النمط منذ أكثر من ألف عام، وهو معروف بطبقاته من العجين غير المقشر والتخصيص السخي للسكر وشحم الخنزير. ضمن هذا النوع الإقليمي، هناك أكثر من اثني عشر اختلافًا. كما أنه أصغر من معظم الأصناف الإقليمية الأخرى. تتميز كعك القمر على طراز سوتشو بالأنواع الحلوة والمالحة، وتقدم الأخيرة ساخنة وعادة ما تكون محشوة بلحم الخنزير المفروم. الحشوة المصنوعة من الملح والفلفل (بالصينية التقليدية: 椒盐) شائعة في كعك القمر المقشر على طراز سوتشو.
- كعك القمر على طراز يونان : السمة المميزة هي مزيج من الدقيق المتنوع للعجين، بما في ذلك دقيق الأرز ودقيق القمح ودقيق الحنطة السوداء وحشوة تجمع بين لحم الخنزير والسكر.

## الأنماط المعاصرة

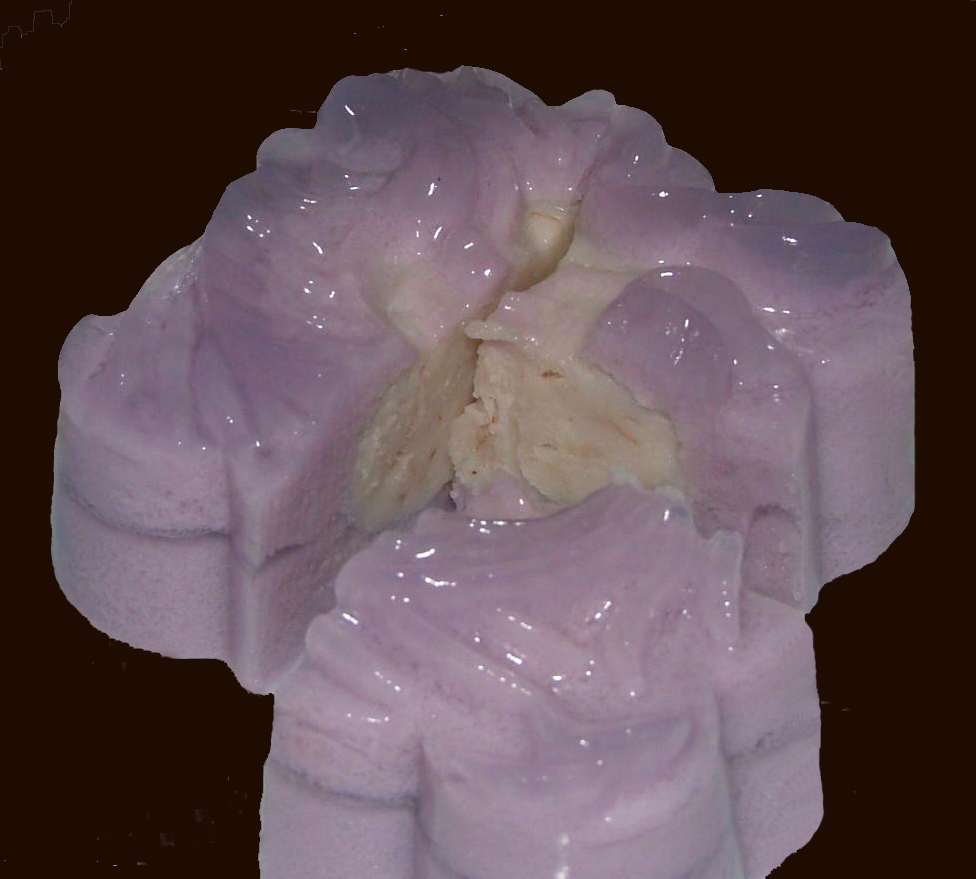
جيلي مون كيك بحشوة عجينة اليام

بمرور الوقت، تنوع كل من القشور وتكوين حشوات كعك القمر، على وجه الخصوص، بسبب الحاجة التجارية لزيادة المبيعات في مواجهة المنافسة الشديدة بين المنتجين ومن أنواع الأطعمة الأخرى. جزء من هذه الاتجاهات يهدف أيضًا إلى تلبية تفضيلات التذوق المتغيرة، ولأن الناس أكثر وعياً بالصحة. لذلك، فإن معظم هذه الأساليب المعاصرة بارزة بشكل خاص بين الصينيين العالميين والشباب وبين الجالية الصينية في الخارج. ومع ذلك، غالبًا ما يتم بيع كعك القمر التقليدي جنبًا إلى جنب مع الكعك المعاصر لتلبية التفضيلات الفردية.
كانت بعض أشكال التنويع الأولى هي تغيير الحشوات بمكونات كانت تعتبر غير عادية في ذلك الوقت. كان معجون القلقاس (بالصينية: 芋泥، yù ní) والأناناس والدوريان من بين أولى المنتجات التي تم تقديمها، خاصة بين المجتمعات الصينية في الخارج في جنوب شرق آسيا.  تطورت القشرة نفسها أيضًا، لا سيما مع إدخال «كعك القمر والجلد الثلجي». إنها مختلفة عن كعكة القمر التقليدية - يجب تخزين كعكة القمر المصنوعة من جلد الثلج داخل الثلاجة وتكون بيضاء من الخارج. تقليديا اللون الأبيض يعني شيئًا سيئًا في الصين، على سبيل المثال، سيرتدي الناس ذوي الياقات البيضاء في الجنازة. ومع ذلك، فإن هذا النوع من كعك القمر ذو اللون الأبيض شائع بين المراهقين. ظهرت كعكات القمر المصغرة أيضًا، جزئيًا للسماح بالاستهلاك الفردي الأسهل دون الحاجة إلى تقطيع الكعك الكبير.
للتكيف مع نمط الحياة الصحي اليوم، ظهرت كعكات القمر الخالية من الدهون. بعضها مصنوع من الزبادي والجيلي والآيس كريم الخالي من الدسم. يختار العملاء ويختارون الحجم والحشوة التي تناسب ذوقهم ونظامهم الغذائي. لمزيد من النظافة، غالبًا ما يتم تغليف كل كعكة ببلاستيك محكم الإغلاق، مصحوبة بحزمة صغيرة لحفظ الطعام.
كعكات القمر ذات الطراز المعاصر، على الرغم من شعبيتها المتزايدة، لها منتقديها. أدت المكونات الغالية إلى ارتفاع الأسعار، مما تسبب في قلق من تشكل «فقاعة كعك القمر» في الصين. يشير نقاد الطعام أحيانًا إلى أن «كعك القمر بالشوكولاتة» هو في الواقع مجرد شوكولاتة على شكل كعك القمر، وليس كعك القمر المصنوع من الشوكولاتة، بينما يشتكي آخرون من أن سلاسل الطعام تبدو عازمة على ابتكار نكهات غريبة للاستفادة من السوق، دون تفكير كثير لمدى اندماج الأذواق معًا.

### حشوات

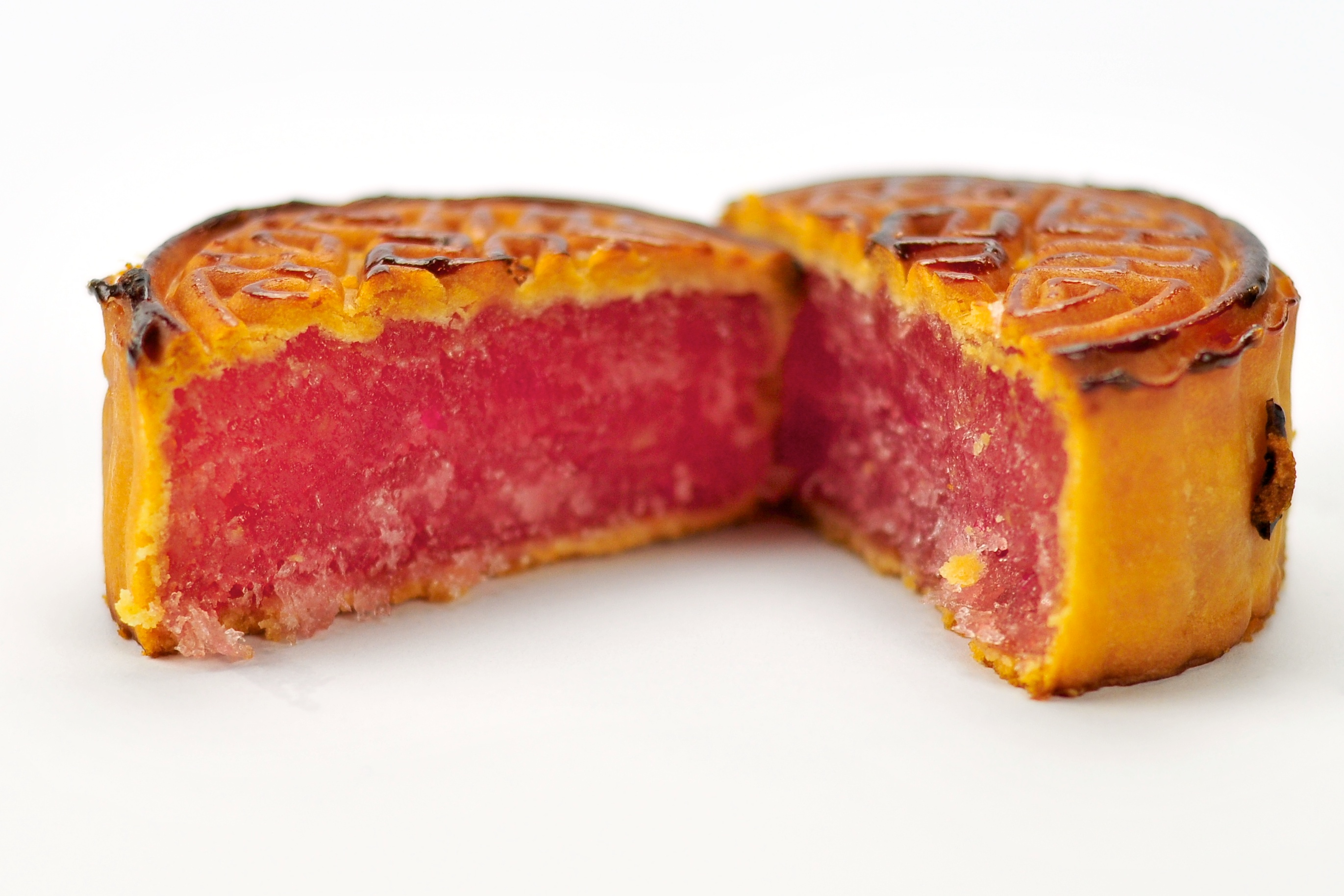
حشوة كعك القمر

تنوعت الحشوات في كعك القمر على الطراز المعاصر لتشمل أي شيء يمكن تحويله إلى عجينة. كعكات القمر التي تحتوي على معجون القلقاس والأناناس، والتي كانت تعتبر عناصر جديدة في وقت اختراعها، أصبحت شائعة في السنوات الأخيرة. بالإضافة إلى ذلك، تتكون الحشوة من مكونات مثل القهوة والشوكولاتة والمكسرات (الجوز والمكسرات المختلطة وما إلى ذلك) والفواكه (الخوخ والأناناس والبطيخ والليتشي وما إلى ذلك) والخضروات (البطاطا الحلوة وما إلى ذلك) وحتى لحم الخنزير. تمت إضافته لإضفاء لمسة عصرية على الوصفات التقليدية.
تشمل بعض الأمثلة الأخرى:
- جبنة كريمي.
- تيراميسو.
- شاي أخضر.
- باندان.
- اليام الأرجواني.
- دوريان.
- آيس كريم (نكهات متنوعة).
- شوكولاتة.
- الفراولة.
- قهوة.
- الفول السوداني.
- المانجو بوميلو ساغو.
- مالا.
- كاسترد الحمم.[17]

وسرعان ما تبعت الأطباق الصينية التقليدية مثل الجينسنغ وعش الطيور أذن البحر وزعنفة القرش. كما حاولت شركات الأغذية الأجنبية جني الأموال. كانت هاجن داز واحدة من أوائل من ابتكر كعكة القمر بالآيس كريم، مع اختيار إما قشور "تقليدية" أو قشرة ثلجية أو بلجيكية / سويسرية بيضاء وحليب وقشور الشوكولاتة الداكنة. وسرعان ما تبعت سلاسل الآيس كريم والمطاعم الأخرى بإصداراتها الخاصة. المكونات الغربية الأخرى، بما في ذلك غاناش الشمبانيا، ويسكي الشعير، والكراميل البركاني والملح وحتى الكمأ الأسود والكافيار وكبد الأوز، جعلت منه كعك القمر.

### القشور

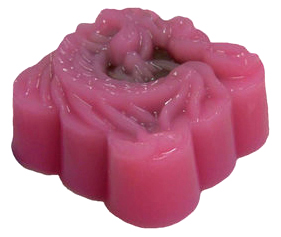
كعكة القمر الوردي مع حشو عجينة الفاصوليا الحمراء

ظهرت كعك القمر الثلجي لأول مرة في السوق في أوائل الثمانينيات. عادة ما تأتي كعكات القمر غير المخبوزة والمبردة مع نوعين من القشور:
- أرز دبق : قشرة ذات قوام مشابه لقوام الموتشي. هذا هو كعكة القمر والجلد الثلجي. تُعرف كعكات القمر هذه بالعامية باسم «كعك القمر المصنوع من جلد الثلج» أو «كعكات القمر ذات الجلد الجليدي» أو «كعكات القمر الثلجية» (بالصينية: 冰 皮 أو 冰 皮 月餅).[18]
- الهلام : قشرة مصنوعة من خلائط التبلور مثل الأجار أو الجيلاتين أو الكونجاك ومنكهة بمجموعة متنوعة من نكهات الفاكهة.

## كعكة القمر في بلدان ومناطق أخرى

### تشاوتشو (الصين)
بالإضافة إلى ذلك، فإن شعب تشاوتشو لديهم أيضًا كعكة لوتس مقلية أو معجنات اللوتس، تؤكل في مهرجان منتصف الخريف. كعكة القمر هذه مقلية بعمق وليست مخبوزة. حشوة اليام وقشرة المعجنات غير المستقرة هما ما يميزان كعك تيوشو عن كعكات القمر الأخرى. تُعرف حلويات المدرسة القديمة هذه باسم لا بيا (بالإنجليزية: la bia) في منطقة تشوشان في شرق قوانغدونغ، حيث جاء تيوتشوز. لا يعني شحم الخنزير أو زيت لحم الخنزير في تيوشيو، والذي يخلط مع الدقيق لصنع المعجنات.

### ماليزيا
هناك ثلاث مدن رئيسية بها أنواع مختلفة من كعك القمر. جورج تاون وكوالالمبور وصباح. كعك القمر يشبه إلى حد بعيد الصينية التقليدية. ومع ذلك، يفضل الكثيرون إضافة بذور لوتس هونان النقية بنسبة 100٪ للحفاظ على جودة كعك القمر. الأنواع الأكثر شيوعًا، خاصة في كوالالمبور، هي كعكة معجون بذور اللوتس الأبيض، وجلود الثلج، والسمسم الأسود مع صفار البيض.

### إندونيسيا
يوجد في إندونيسيا عدة أنواع رئيسية من كعك القمر،[حدد الكمية] من التقليدية إلى كعك القمر الحديث. كانت كعكة القمر التقليدية موجودة منذ دخول الصينيين واليابانيين إلى إندونيسيا، فهي دائرية مثل القمر، بيضاء وأرق من كعكة القمر العادية. قد تشمل الحشوات لحم الخنزير والشوكولاته والجبن والحليب والدوريان والجاك فروت والعديد من الفواكه الغريبة الأخرى المصنوعة في عجينة. يتوفر هذا النوع من كعك القمر على نطاق واسع طوال العام بينما عادةً ما يتم بيع كعك القمر الحديث المعتاد فقط في موسم مهرجان منتصف الخريف.

### اليابان
(باليابانية: geppei (月餅))، وهي ترجمة صوتية للاسم الصيني، على الرغم من أن الحرف الأخير لا يشير عادةً إلى «كعكة» باللغة اليابانية ولكن يشير إلى عجينة مصنوعة من الأرز اللزج. تستند تصميماتهم إلى كعكة القمر الكانتونية، وهي مرتبطة بالثقافة الصينية وتباع على مدار السنة ، بشكل رئيسي في الحي الصيني في اليابان. معجون أزوكي (الفاصوليا الحمراء) هو الحشو الأكثر شيوعًا لهذه الكعك ، ولكن يتم أيضًا استخدام أنواع أخرى من الفاصوليا ، بالإضافة إلى الكستناء.

### فيتنام

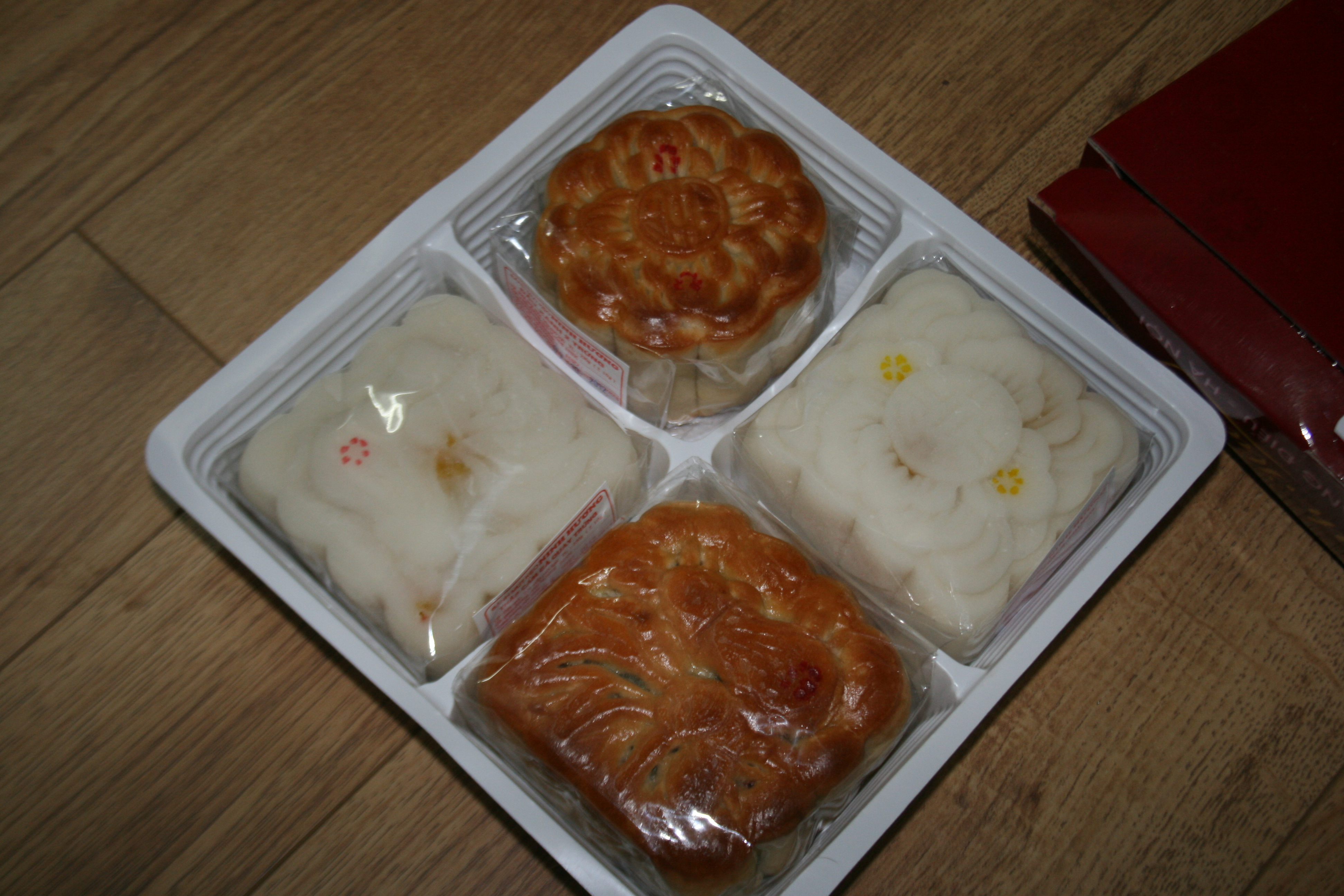
صندوق به "بانه نونج" (كعكة القمر المخبوزة) و "بانه دو" (كعك الأرز اللزج)

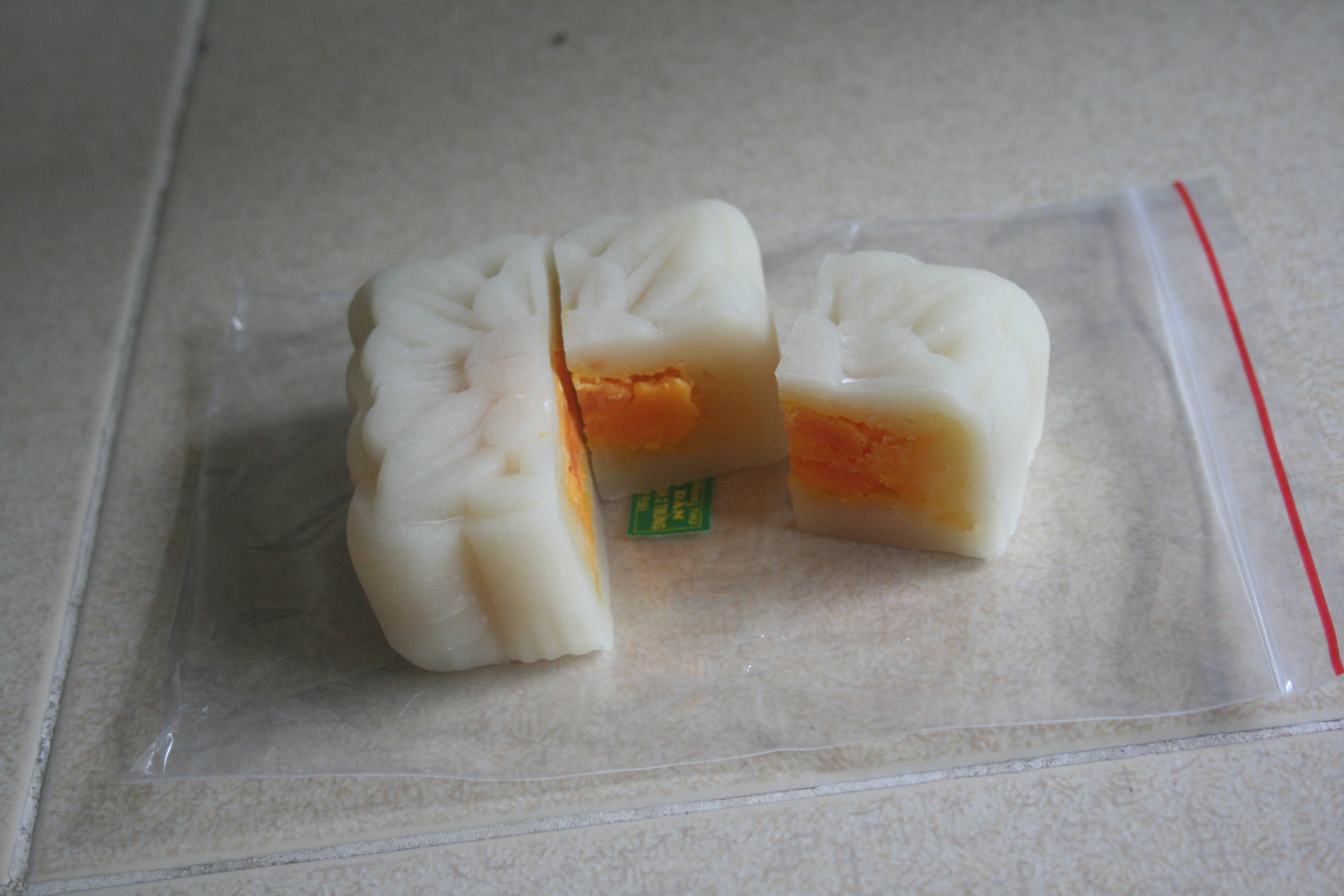
كعك الأرز الفيتنامي اللزج مع عجينة الفول وصفار البيض المملح

في فيتنام ، تُعرف كعكات القمر باسم بانه ترونج ثو  (حرفياً «كعكة منتصف الخريف»). عادة ما يتم بيع كعك القمر الفيتنامي إما بشكل فردي أو في مجموعة من أربعة. هناك نوعان من كعك القمر: بانه نونج (كعكة القمر المخبوزة) وبانه دو (كعكة الأرز اللزجة).
يمكن القول أن «بانه نونج» و «بانه دو» نوعان خاصان من الكعك في فيتنام. تحظى بشعبية كبيرة ويتم بيعها فقط خلال موسم مهرجان منتصف الخريف. غالبًا ما تكون كعكات القمر الفيتنامية على شكل دائرة (10 سم) أو مربع (طوله حوالي 7-8 سم)، و4-5 سم سميكة. الأحجام الأكبر ليست شائعة. تشبه تصميماتهم إلى حد كبير تصميم كعكة القمر الكانتونية ، على الرغم من أنه يمكن أيضًا العثور على بعض الصور الأخرى ، مثل البذرة مع الشبل والأسماك والروبيان وما إلى ذلك.
يتكون كعك القمر الفيتنامي من جزأين أساسيين: القشرة والحشو. تتكون المكونات عادة من: المربى ، السجق المجفف ، معجون الفول ، الملح ، السكر ، زيت الطهي ، شحم الخنزير المحلى ، بذور اللوتس ، بذور البطيخ ، إلخ. بالمقارنة مع المتغيرات الأخرى ، فإن نكهة كعك القمر الفيتنامية هي أكثر على الجانب الحلو. وبالتالي ، لتحقيق التوازن ، غالبًا ما يضاف صفار البيض المملح. يمكن خبزها أو تناولها على الفور.
«بانه نونج» (كعكة القمر المخبوزة) مصنوعة من دقيق القمح وزيت الطهي وشراب بسيط مسلوق مع الشعير. بعد ملؤها بمجموعات مختلفة من صفار البيض المملح ، والسجق المجفف ، ومعجون الفاصوليا ، والملح ، والسكر ، وزيت الطهي ، ودهن الخنزير المحلى ، وبذور اللوتس ، وبذور البطيخ ، سيتم دهنها بغسول البيض ، ثم خبزها في الفرن. سيحمي غسيل البيض قشرة الكيك من الجفاف ويخلق رائحة الكيك. يجب تدوير الكعك باستمرار في الفرن لمنع الاحتراق.
«بانه دو» (كعكة القمر بالأرز اللزج) أسهل في التحضير من «بانه نونغ». القشرة والحشوة مطبوخة مسبقًا. تتكون القشرة من دقيق الأرز الدبق المحمص أو ماء زهر البوميلو أو الفانيليا وشراب بسيط. بعد مذاق دقيق الأرز ، تُحشى حشوات شبيهة بحشوة كعك القمر المخبوز داخل القشرة ثم توضع الكيكة في القالب وتُرش بطبقة رقيقة من الدقيق لمنع الالتصاق بالأصابع. يمكن استخدام الكيك على الفور دون أي خطوات أخرى. ومع ذلك ، فإن «الكعكة الناعمة» لا تحظى بشعبية مثل «الفطائر».

### تايوان
تشبه كعكة القمر الأكثر تقليدية الموجودة في تايوان تلك الموجودة في جنوب فوجيان. تمتلئ كعكات القمر التايوانية بعجينة الفاصوليا الحمراء المحلاة ، وأحيانًا مع موتشي في المنتصف. أكثر كعكات القمر التقليدية شيوعًا القادمة من تايوان هي حبة مونج (لو دو) أو معجون القلقاس، بشكل عام مع صفار بيض البط المملح في كعك مونج فول ، وإما بيض البط المملح أو علاج لذيذ في القلقاس كعك القمر. كعكات القمر التايوانية الحديثة والعصرية واسعة ومتنوعة تشمل إصدارات قليلة الدسم وخالية من شحم الخنزير والآيس كريم. تشمل النكهات الحديثة الشعبية الشاي الأخضر والشوكولاتة والفراولة والتيراميسو.

### تايلاند
في تايلاند، يتم بيع كعك القمر (باللغة التايلاندية: ขนม ไหว้ พระจันทร์) في المخابز التايلاندية الصينية خلال موسم المهرجانات. في بانكوك، لا تقتصر كعكات القمر التقليدية والحديثة على الحي الصيني في طريق ياوارات، ولكنها توجد أيضًا في أكشاك المتاجر الكبيرة.

### سنغافورة
في سنغافورة، تعتبر كعك القمر هدايا فاخرة. تأتي في مجموعة متنوعة من النكهات بدءًا من المخبوزات التقليدية ، إلى تلك المخبوزة بالقشور المحشوة بمعجون اليام ، إلى أنواع جلد الثلج المليئة بمعاجين الفاكهة المبردة. تتميز كعكات القمر التقليدية بحشوات أساسية من معجون اللوتس الأحمر أو معجون اللوتس الأبيض أو معجون الفاصوليا الحمراء ، مع 0-4 صفار بيض بط مملح مدمج في الداخل. تشمل الاختلافات إضافة مكونات أخرى مثل مكسرات المكاديميا والأوسمانثوس وقشر البرتقال وبذور البطيخ.
تتميز كعك القمر في سنغافورة بنكهات تتراوح منليتشي مارتيني وبايليز وماتشا الفاصوليا الحمراء ودوريان والعديد من معاجين الفاكهة.
كعك القمر هي هدايا فاخرة في سنغافورة وتحظى بشعبية كبيرة كهدايا للعملاء والأصدقاء والعائلة. يبلغ متوسط تكلفة علبة مكونة من 4 كعكات القمر 60 دولارًا أمريكيًا. تقدم العديد من الفنادق ومطاعم المأكولات الصينية الفاخرة كعك القمر المعبأ في صناديق متقنة مع مقصورات متعددة ومشابك مرصعة بالجواهر. عادة ما يتم إعادة توجيه صناديق كعك القمر كصناديق مجوهرات بعد انتهاء المهرجان.

## معرض صور

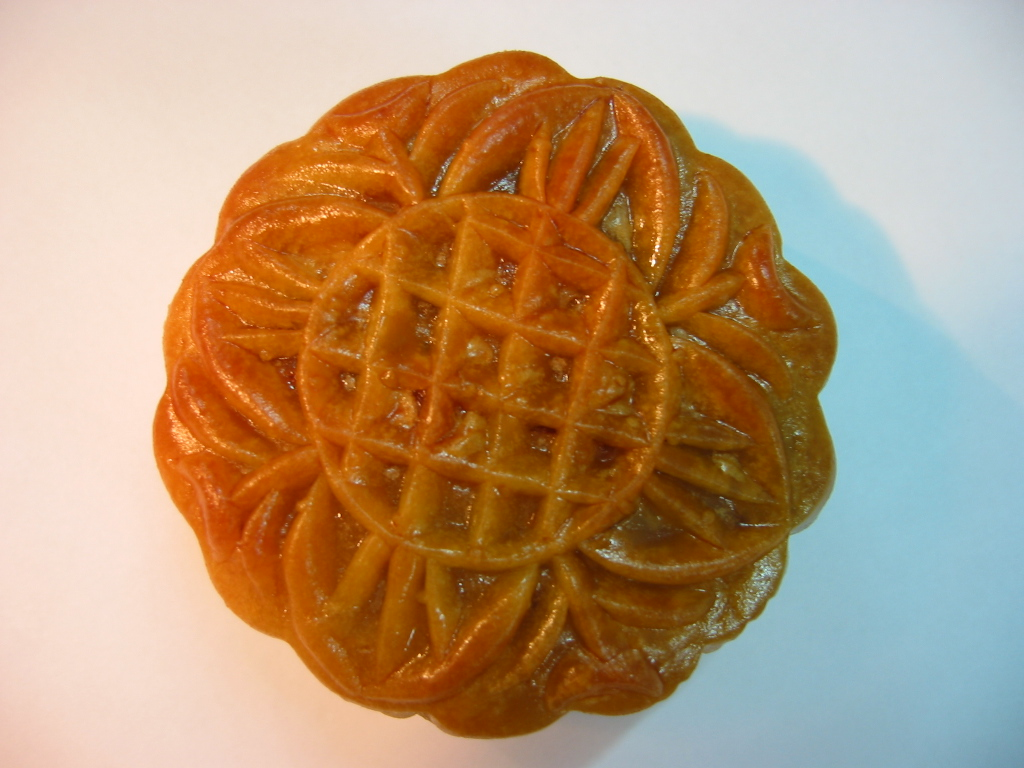
كعكة القمر المخبوزة من فيتنام
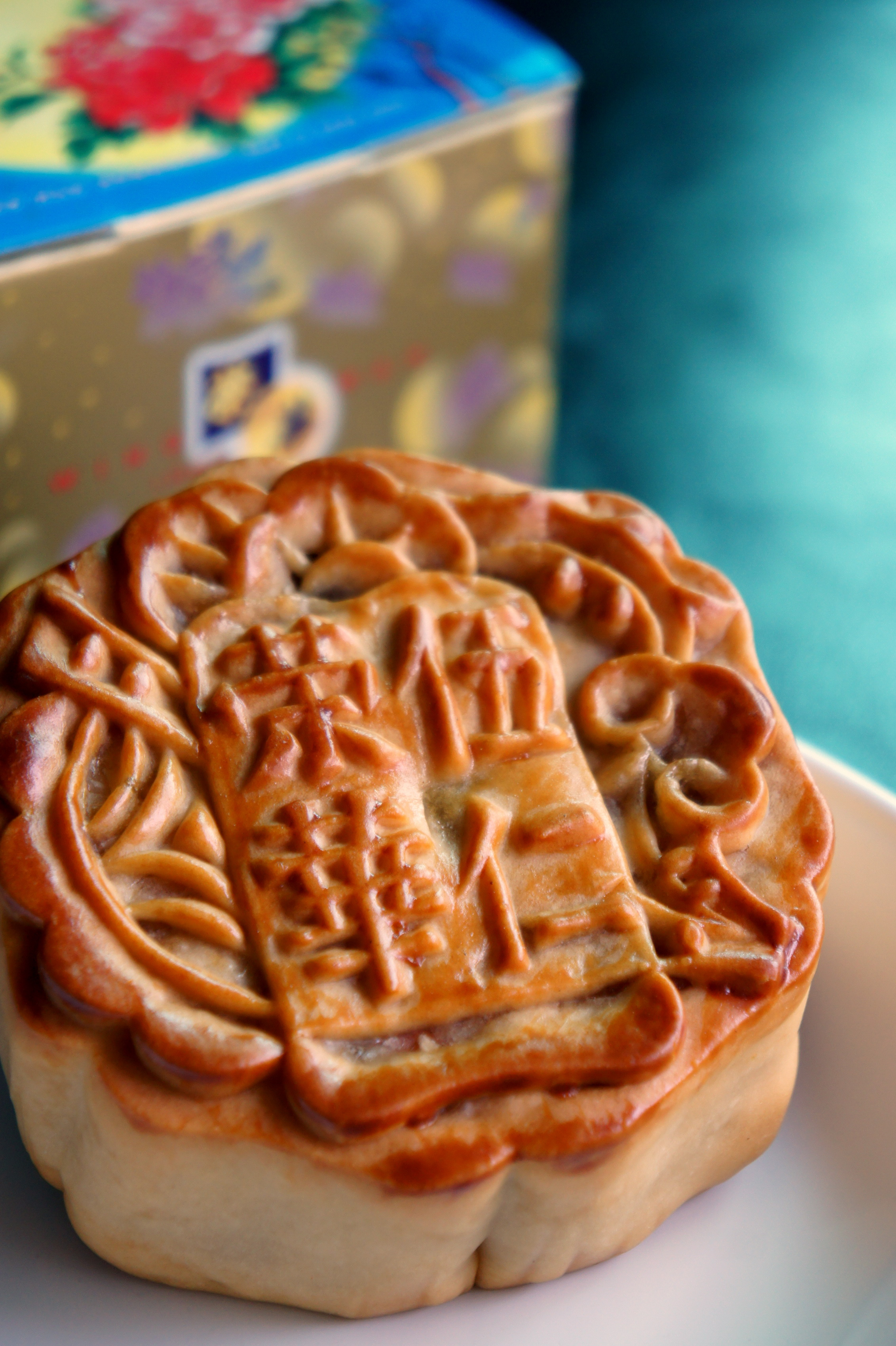
العلامة التجارية لكعكة القمر
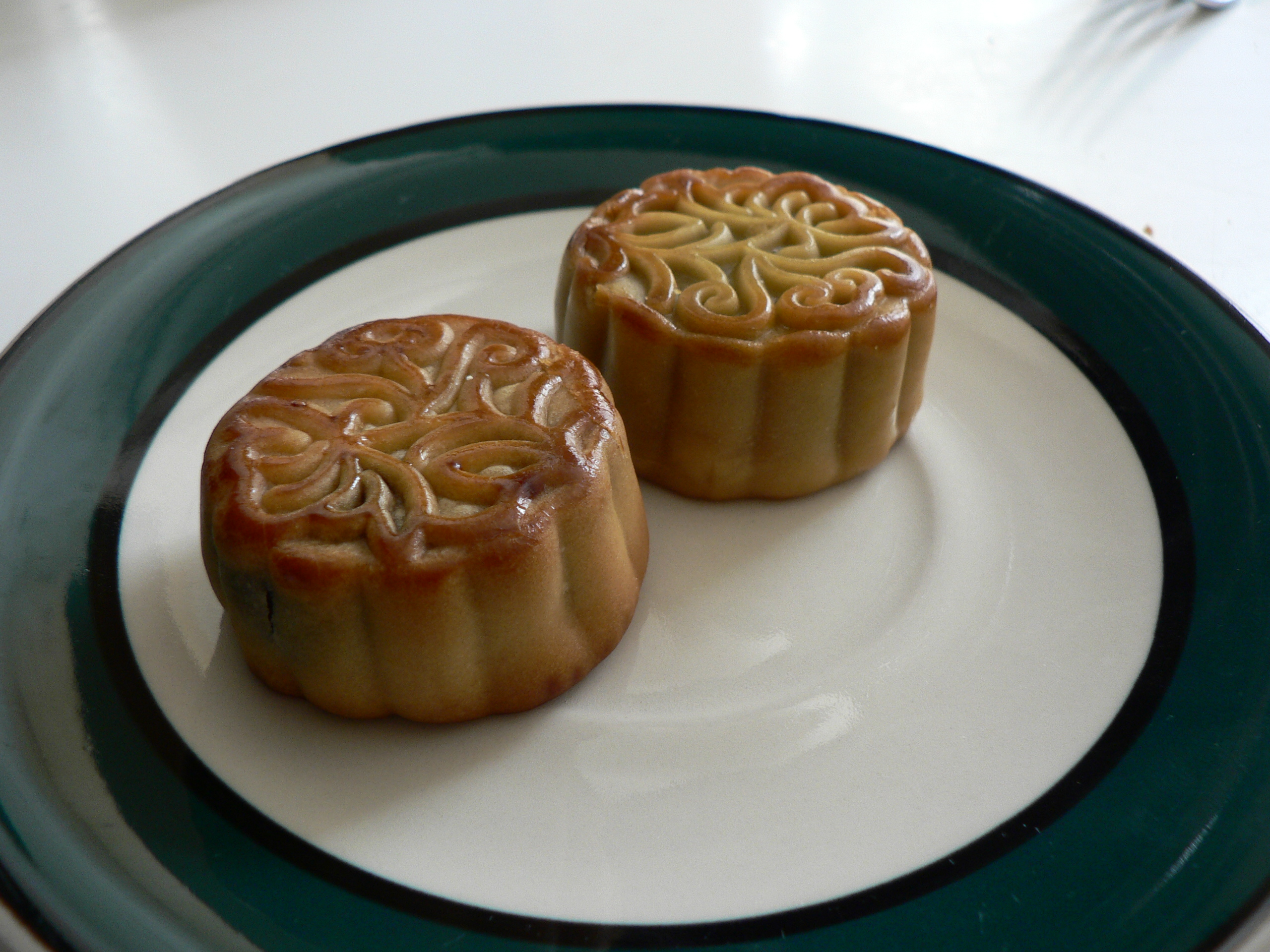
كعك القمر
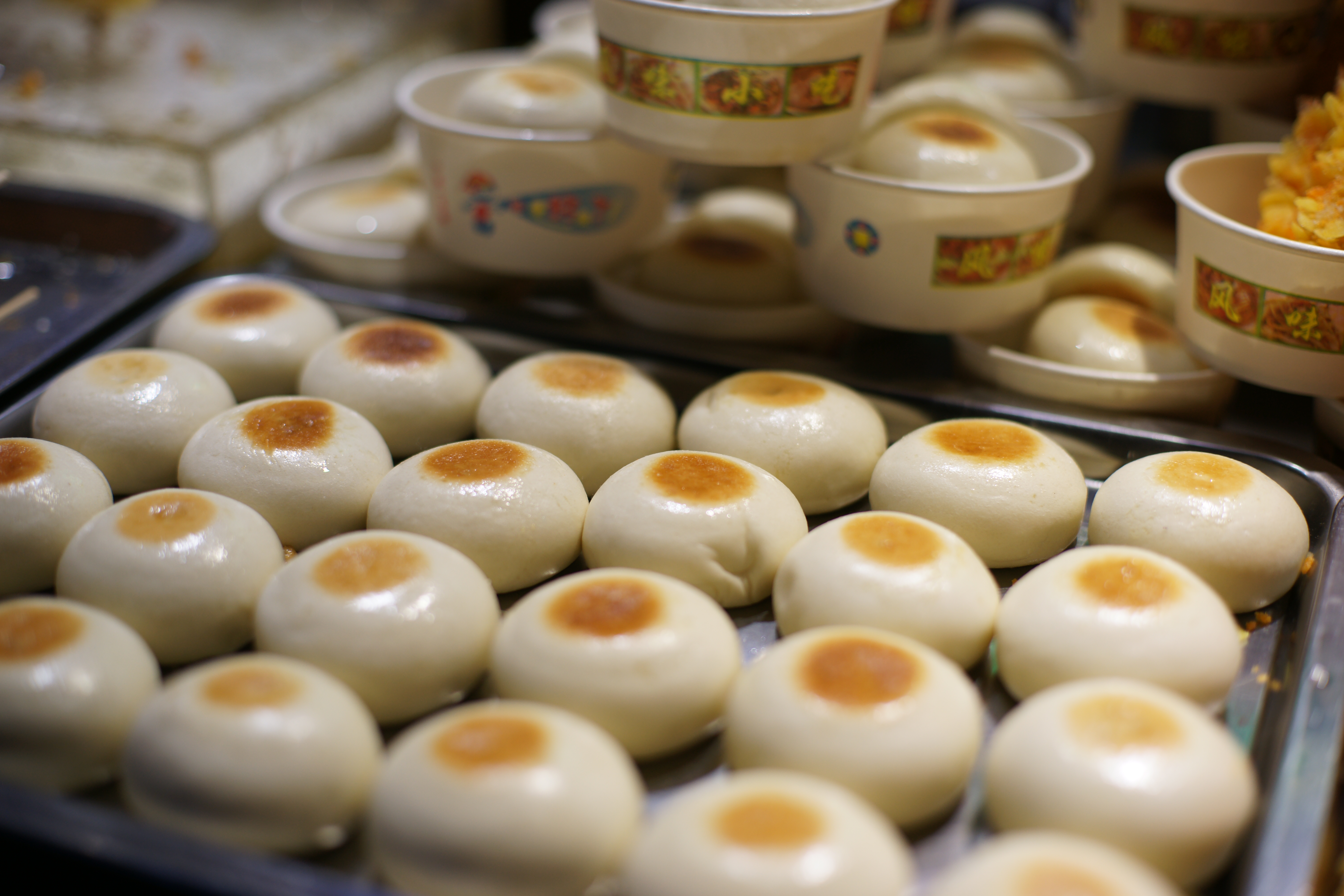
كعك القمر في تشنغدو

## محتوى السعرات الحرارية
تحتوي كعكة القمر النموذجية من عجينة بذور اللوتس مع صفار بيض مملح على 890 سعرة حرارية.

## وصلات خارجية
- قائمة الحلويات الصينية
- صن كيك (تايوان)

- علم الحي الصيني - كعكات القمر والتكافل الاجتماعي.
- أصل ومعنى كعكة القمر الفيتنامية.
- ما هو كعك القمر؟